# 6e corps de réserve (Empire allemand)
Pour les articles homonymes, voir 6e corps d'armée.
Le 6e corps de réserve est une unité majeure de l'armée de l'Empire allemand.

## Composition
En août 1914, au début de la Première Guerre mondiale, les unités suivantes sont sous les ordres de la formation :
- 11e division de réserve
  - 23e brigade d'infanterie
    - 22e régiment d'infanterie
    - 156e régiment d'infanterie (pl)

  - 21e brigade d'infanterie de réserve
    - 10e régiment d'infanterie de réserve (1er bataillon Striegau, 2e Wohlau, 3e Breslau)
    - 11e régiment d'infanterie de réserve (1er bataillon Glatz, 2e Schweidnitz, 3e Münsterberg)

  - 11e régiment d'artillerie de campagne de réserve (1er détachement Breslau, 2e Schweidnitz ; créé par les FAR n° 6 et 42)
  - 4e régiment de hussards de réserve (constitué de 3 escadrons du 6e régiment de hussards (de))
  - 4e compagnie du 6e bataillon du génie

- 12e division de réserve
  - 22e brigade d'infanterie de réserve
    - 23e régiment d'infanterie de réserve (1er et 2e bataillons Oppeln)
    - Régiment d'infanterie de réserve n ° 38 (1er bataillon Œls, 2e et 3e Breslau)
    - 6e bataillon de chasseurs à pied de réserve (de) (Œls)

  - 23e brigade d'infanterie de réserve
    - 22e régiment d'infanterie de réserve (1er bataillon Rybnik, 2e Ratibor, 3e Cosel)
    - 51e régiment d'infanterie de réserve (1er bataillon Neisse, 2e Gleiwitz)

  - 12e régiment d'artillerie de campagne de réserve (1er détachement Neisse, 2e Neustadt/OS ; créé par les FAR n° 21 et 57)
  - 4e régiment d'uhlans de réserve (constitué de 3 escadrons du 2e régiment d'uhlans)
  - 1re et 2e compagnies de réserve du 6e bataillon du génie

## Histoire

### Première Guerre mondiale
Avec la mobilisation au début de la Première Guerre mondiale, le général von Gossler est nommé général commandant du 6e corps de réserve. La grande unité est transférée sur le front ouest et placée sous les ordres de la 5e armée allemande. Le chef d'état-major général est le colonel von Rath, la 11e division de réserve est sous les ordres du major général Surén, la 12e division de réserve est dirigée par le lieutenant général von Lüttwitz.

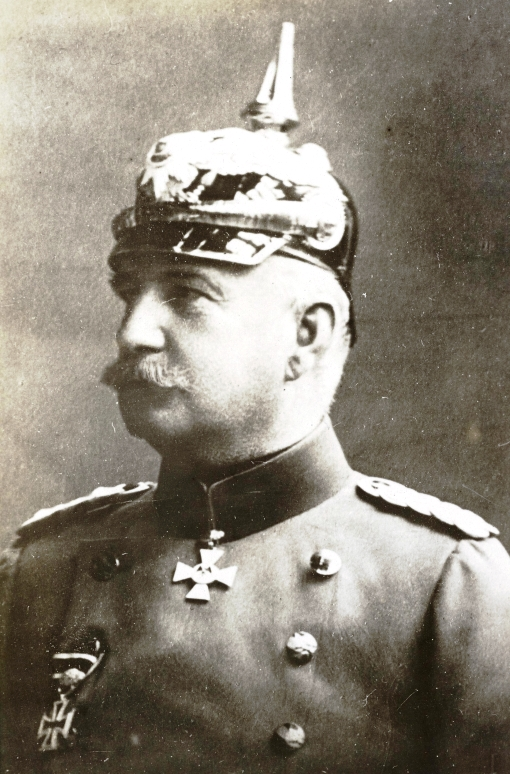
Konrad Ernst von Goßler

Le 22 août 1914, le corps participe à la bataille de Longwy-Longuyon. En face du 5e corps français sous le général Brochin, le 6e corps de réserve - à gauche avec la 12e division de réserve via Laix - attaque également sur Longuyon et Pierrepont et atteint la ligne Frants-Cutry-Doucourt-Baslieux. À droite, la 11e division de réserve avance sur la ligne Grandville-Ugny via Cutry-Chenieres. La 12e division de réserve est attaquée sur le flanc gauche depuis Joppecourt, mais résiste à la pression ennemie près de Doncourt jusqu'à l'arrivée de l'aide de la 10e division de réserve. Le 23 août, les troupes atteignent la ligne Beuveille-Arrancy et encerclent la forteresse de Longwy, défendue par la brigade française du général Darche. Devant Longwy, la 11e division de réserve est arrivée de Dorbey et se préparait à attaquer la ville. La 12e division de réserve s'empare de Doncourt et de Beuveille. Le 24 août, le corps d'armée se bat avec la 12e division de réserve pour Arrancy et est engagé contre la ligne St-Laurent-Pillon. Le 25 août, de nouveaux gains de terrain sont réalisés sur les hauteurs au sud du ruisseau d'Othain et entre Saint-Laurent et Sorbey Après la bataille, le corps entre dans la guerre des tranchées sur le secteur d'Othain, et l'année suivante le détachement d'armée Strantz est établi sur l'aile gauche.
Lors de l'offensive contre Verdun en 1916, le corps n'apporte au début qu'un soutien d'artillerie et ne commence son attaque sur la rive occidentale de la Meuse que le 6 mars. Le 7 mars, les 12e et 22e division de réserve réussissent à s'emparer des villages de Regnéville et de Forges et des positions stratégiques de la Côte de l'Oie et de la Côte de Poivre. Le 14 mars 1916, les Silésiens réussissent à s'emparer d'un des sommets du Mort Homme et le 30 mars, du village de Malancourt. Le 6e corps de réserve est rapidement retiré du front et transféré en réserve à Bapaume, d'où il est immédiatement réengagé début juillet bataille de la Somme pour repousser les attaques anglaises.
Au printemps 1917, le corps couvre, en tant que groupe Souchez, la ligne Liévin-Angres - Givenchy dans la région de Lens avec la 11e division de réserve et la 16e division d'infanterie royale bavaroise. Au début de la bataille d'Arras, le commandement général est remplacé par le 8e corps de réserve.
Lors de l'offensive allemande du printemps en mars 1918, le corps Borne est affecté à la 17e armée. En juillet 1918, il renforce le front de la 7e armée dans la région au sud-ouest de Reims  et attaque brièvement à Chambrecy. Après la contre-offensive française depuis la Forêt de la Montagne, le corps d'armée doit se replier.

### Garde-frontière Est (1919)
En janvier 1919, le 6e corps de réserve, chargé de la protection des frontières de la Prusse orientale, est placé sous les ordres du commandement supérieur de l'armée nord de la Garde-frontière Est (AOK Nord) à Königsberg, puis à Bartenstein, sous la direction du général commandant Ferdinand von Quast. En décembre 1918, la 8e armée s'est détachée du front de la guerre et n'est plus présente que partiellement dans le gouvernement de Livonie. Il n'y a donc aucune protection militaire entre l'Armée rouge soviétique qui avance et la Prusse-Orientale. Avec la connivence de l'Entente, l'AOK Nord doit diriger et ravitailler les différentes formations de volontaires et arrêter l'Armée rouge.
Début février 1919, le 6e corps de réserve prit le commandement de la Courlande. Le général commandant, le major-général Rüdiger von der Goltz, a sous ses ordres le gouvernement de Libau, la Baltische Landeswehr, la division de fer, la nouvelle 1re division de réserve de la Garde et divers petits corps francs. Début mars, une grande offensive a lieu jusqu'à Mitau. La reprise de Riga le 22 mai 1919 est officiellement effectuée sans le commandement du corps d'armée, les unités allemandes du Reich n'ayant pas reçu l'autorisation d'aller plus loin. En septembre, la masse des corps francs non encore rapatriés passe à l'Armée occidentale des volontaires. Ceux-ci quittent ainsi le 6e corps de réserve et la fédération d'État allemande.
Le 13 octobre 1919, le Generalleutnant von Eberhardt remplace von der Goltz, qui, en raison de sa politique autoritaire dans les pays baltes, n'est plus acceptable ni pour les puissances victorieuses ni pour le gouvernement du Reich allemand. Après la défaite militaire de l'Armée de libération de la Russie occidentale, les corps francs allemands se retirent le 10 novembre pour former le corps, qui organise leur évacuation vers la Prusse-Orientale jusqu'en décembre 1919.

## Général commandant
| Grade                  | Nom                     | Date                                |
| ---------------------- | ----------------------- | ----------------------------------- |
| General der Infanterie | Konrad Ernst von Goßler | 2 août 1914 au 9 février 1917       |
| General der Infanterie | Kurt von dem Borne      | 10 février 1917 au 19 décembre 1918 |
| Generalleutnant        | Alfred von Kleist       | 10 au 18 janvier 1919               |
| Generalleutnant        | Paul Grünert            | 19 janvier au 1er février 1919      |
| Generalmajor           | Rüdiger von der Goltz   | 2 février au 12 octobre 1919        |
| Generalleutnant        | Walter von Eberhardt    | 12 octobre 1919                     |